# Joop Haex
Joseph Constant Eugène (Joop) Haex (Maastricht, 24 november 1911 – Wassenaar, 14 april 2002) was een Nederlandse staatssecretaris van defensie van het Kabinet-Marijnen van 1963 tot 1965 en van het Kabinet-De Jong van 1967 tot 1971.
Nadat hij het HBS- diploma had behaald, studeerde hij wiskunde in de V.S. van 1931 tot 1932. Hierna doorliep Haex de officiersopleiding KMA (Koninklijke Militaire Academie) te Breda, van 1932 tot 1935. Van 1935 tot 1939 diende hij als officier bij de landmacht. Vanaf 1939 werd hij eerste luitenant der artillerie totdat hij in 1942 een krijgsgevangene werd. In mei 1945 werd hij bevrijd door de Russen.
Na de oorlog was hij drie termijnen geplaatst bij de Generale Staf: van oktober 1945 tot 1946, van 1948 tot 1951 en van 1960 tot 1962 als hoofd van het bureau voor voorlichting, vorming en psychologische oorlogsvorming (vvp). In 1951 werd hij Kapitein van de Generale Staf. Tussen deze termijnen door was hij adjunct-militair attaché te Washington, van 1951 tot 1955 en hoofd sectie organisatie en personeel bij de Nederlandse territoriaal bevelhebber (ntb), van 1957 tot 1959.
In 1951 kwam hij met het plan voor de IJssellinie. De IJssellinie was een verdedigingslinie, gebouwd tussen 1951 en 1954, bedoeld om door inundatie van een deel van oostelijk Nederland het overige deel van Nederland te beschermen tegen een eventuele Russische invasie.
Op 14 augustus 1963 nam hij zitting in het Kabinet-Marijnen als staatssecretaris van Defensie (belast met aangelegenheden betreffende de Koninklijke Landmacht) tot 14 april 1965.
Na deze periode was hij directeur Staatsbedrijf der Artillerie-inrichtingen te Zaandam, van 16 november 1965 tot april 1967. Hierna volgde nog een kabinetsperiode in het Kabinet-De Jong van 18 april 1967 tot 6 juli 1971 als staatssecretaris van Defensie (belast met aangelegenheden betreffende de Koninklijke Landmacht). In 1971 werd hij luitenant-generaal.
In het voorjaar van 2002 overleed Joop Haex op negentigjarige leeftijd.
- Biografisch Portaal: 96540185
- Gemeinsame Normdatei: 1161145095
- Parlement.com: vg09llh5lxwx
- Virtual International Authority File: 2738152932543509830006